# Distretto di Sidi Ali Benyoub
Il distretto di Sidi Ali Benyoub è un distretto della provincia di Sidi Bel Abbes, in Algeria.

## Comuni
Il distretto di Sidi Ali Benyoub comprende 3 comuni:
- Sidi Ali Benyoub
- Boukhanafis
- Tabia